# Туманова Ніна Петрівна
Ніна Петрівна Туманова (2 лютого 1924, Суми — 2 червня 1999, Москва) — радянський і російський кінознавець, педагог. Заслужений митець Російської РФСР (1984).

## Життєпис
Народилася 2 лютого 1924 року в Сумах Харківської губернії у сім'ї радянського та партійного працівника Петра Васильовича Туманова (1895—1971).
У 1941—1942 роках працювала в командному управлінні Військово-морського флоту, потім на Московському заводі протезних напівфабрикатів. У 1943 році вступила на філологічний факультет Московського державного університету . В 1945 році вступила до лав ВКП(б). У 1948 році після закінчення університету вступила до аспірантури Всесоюзного державного інституту кінематографії.
1953 року захистила дисертацію на здобуття наукового ступеня кандидата мистецтвознавства на тему «Про народність радянського кіномистецтва». Цього ж року, почала викладати у Всесоюзному державному інституті кінематографії. З 1957 року також керувала майстернею на кінознавчому відділенні сценарно-кінознавчого факультету.
Член Спілки кінематографістів СРСР. Автор низки книг та статей з питань історії радянського кіно.

## Родина
Сестра — Зоя Петрівна Туманова.
Син — Михайло Петрович Туманов, професор Московського інституту електроніки та математики ім. О. М. Тихонова.